# Flic ou Zombie
Pour plus de détails, voir Fiche technique et Distribution.
Flic ou Zombie (Dead Heat) est une comédie horrifique de science-fiction américaine réalisée par Mark Goldblatt, sortie en 1988.

## Synopsis
À Los Angeles, des braquages en série sont commis par deux bandits qui semblent invincibles. Mortis et Bigelow, deux détectives chargés de l'affaire, découvrent que les braqueurs qu'ils ont réussi à abattre étaient déjà morts depuis une semaine.
Après une enquête dans les tripots de la ville, ils découvrent une machine qui fait revivre les morts pendant une période de douze heures.

### Caractéristiques des zombies
Les zombies sont des morts ressuscités par une machine et conservent les caractéristiques des vivants (ils parlent, sont intelligents, sont conscients de ce qu'ils sont devenus, etc).
Cependant, leur cycle de mort-vivant est court; ils se décomposent très rapidement.

## Fiche technique
- Titre : Flic ou zombie
- Titre original : Dead Heat
- Réalisation : Mark Goldblatt
- Scénario : Terry Black
- Production : Allen Alsobrook, David Helpern et Michael L. Meltzer
- Budget : 5 millions de dollars (3,67 millions d'euros)
- Musique : Ernest Troost
- Photographie : Robert D. Yeoman
- Montage : Harvey Rosenstock
- Décors : Craig Stearns
- Costumes : Lisa Jensen
- Pays d'origine : États-Unis
- Format : Couleurs - 1,85:1 - Dolby - 35 mm
- Genre : Action, comédie, horreur, science-fiction
- Durée : 86 minutes
- Dates de sortie : 6 mai 1988 (États-Unis), 29 juin 1988
- Video : DVD sorti le 7 avril 2009 chez Lancaster / Coffret Combo DVD+BLU-RAY sorti le 19 mars 2019 chez Bach Films

- Classification :

(États-Unis) R – Restricted
(France) Film interdit aux moins de 12 ans lors de sa sortie au cinéma

## Distribution
- Treat Williams : Roger Mortis
- Joe Piscopo (VF : Patrick Poivey) : Doug Bigelow
- Lindsay Frost : Randi James
- Darren McGavin : le docteur Ernest McNab
- Vincent Price : Arthur P. Loudermilk
- Clare Kirkconnell : Rebecca Smythers
- Keye Luke : Mr Thule
- Robert Picardo : le lieutenant Herzog
- Mel Stewart : le capitaine Mayberry
- Professor Toru Tanaka : le boucher
- Martha Quinn : la présentatrice
- Ben Mittleman : Bob
- Peter Kent : Smitty
- Cate Caplin : la vendeuse
- Monica Lewis : Mme Von Heisenberg
- Linnea Quigley : La Go-go girl zombie

## Autour du film
- Le tournage s'est déroulé à Los Angeles.
- La chanson Dead Heat est interprétée par Phil Settle.
- Le film fait penser à la série culte Starsky et Hutch mais version zombies; le film mélangeant comédie, action et horreur. Le personnage de Joe Piscopo "Doug Bigelow" a le même genre d'humour que Starsky et conduit une voiture rouge. Treat Williams "Roger Mortis" fait penser à Hutch et Mel Stewart "le capitaine Mayberry" fait penser au capitaine Dobey.

## Distinctions
- Nomination au prix du meilleur film, lors du festival Fantasporto en 1990.